# Tanečnice (Beskid Morawsko-Śląski)
Tanečnice (1084 m n.p.m.) – szczyt w Beskidzie Morawsko-Śląskim na Morawach, w Czechach, ok. 1 km na północny zachód od przełęczy Pustevny i ok. 4 km na południowy wschód od Trojanovic. Przez szczyt przebiega czerwony szlak z przełęczy Pustevny w kierunku góry Čertův mlýn. Góra zarośnięta jest lasem świerkowo-bukowym. 
Wobec nazwy góry odnoszą się dwie legendy. Pierwsza dotyczy pogańskich obrzędów wychodzenia na górę tańcząc lub zlatywania się czarownic na tajemne sabaty. Druga mówi o niejakiej Barce, która w dzień spała gdy wszyscy pracowali. Okazało się, że co noc uciekała do lasu by do świtu tańczyć. Radogost postanowił więc ukarać ją za lenistwo i zamienił ją w górę, której stoki opadają w dół niczym zagięcia dziewczęcej sukni.